# Line Music
Line Music (cách điệu LINE MUSIC) là một mô hình kinh doanh thuê bao dựa trên dịch vụ nghe nhạc trực tuyến sáng lập bởi Line Foundation, kết hợp với ứng dụng Line Messenger tổ chức thành một khối hệ thống giải trí khi người dùng không chỉ có thể nghe nhạc trực tuyến có sẵn, mà còn có thể chia sẻ âm nhạc của họ lên Line messenger. Chủ tịch của hệ thống Line Music là Lim-Suk Jun.

## Lịch sử

### Thông báo ra mắt
Tháng 12 năm 2014, Line Corporation đã tiết lộ về kế hoạch phát triển các sản phẩm Line của công ty vượt khỏi giới hạn SNS như Line trước đó để cung cấp người dùng một cổng thông tin đa phương tiện, khi có thể sử dụng các dịch vụ của Line như các phương tiện truyền thông khác. Các kế hoạch trên đã được dự tính từ tháng 10 năm 2014. Sự cải tiến tiếp tục được thông báo trong sự kiện hằng năm của công ty, cùng thời điểm khi mà công ty giới thiệu về dịch vụ Manga sắp ra mắt và liên doanh dịch vụ game cùng với sự đầu tư vào dịch vụ nghe nhạc trực tuyến chia doanh thu trị giá 480 triệu Yên. Ở động thái sớm nhất, Line Corporation đã kí hợp đồng với Sony Music và Avex Group cho phép các bài hát của họ được đăng lên khi ứng dụng được phát hành. Theo một thông báo mới vào cùng tháng, Line Corporation thâu tóm được MixRadio từ Microsoft để lấn rộng sang nền công nghiệp âm nhạc toàn thế giới. Tuy nhiên, Line Corporation xác nhận MixRadio vẫn có thể tiếp tục hoạt động riêng lẻ dưới trướng công ty mẹ.

### Ra mắt tại Thái Lan
Line Music bắt đầu có kế hoạch ra mắt tại Thái Lan, thị trường rộng lớn thứ hai của Line Messenger toàn thế giới chỉ xếp sau Nhật Bản với 33 triệu tài khoản đăng kí sử dụng,
so với thị trường Nhật có đến 58 triệu tài khoản. Line đã kí hợp đồng với các công ty lớn tại Thái Lan như RS Music, BEC-TERO, SpicyDisc và What The Duck, cho phép họ đăng tải nhạc lên dịch vụ Line Music.

### Mở rộng sang Nhật Bản
Ngày 11 tháng 6 năm 2015, Line Corporation ra mắt Line Music tại Nhật Bản, khi kí thêm các hợp đồng mới với các công ty lớn tại Nhật Warner Music Group, Universal Music Group và King Records.

## Đặc trưng

### Mục lục
Thời điểm vừa ra mắt, Line đã sở hữu bản quyền gần 1,5 triệu bài hát từ 30 công ty và các nhà sản xuất âm nhạc trên toàn thế giới. Thế nhưng dự định của công ty sẽ mở rộng danh sách bài hát của họ lên 30 triệu vào năm 2016.

### Hợp nhất với Line messenger
Một trong những đặc trưng cơ bản của Line Music là sự hợp nhất với ứng dụng Line Messenger, khiến người dùng có thể gửi nhạc hoặc danh sách phát của họ tới bạn bè hoặc nhóm chat trên Line Messenger. Hơn thế, người dùng có thể đồng thời nghe nhạc với người đang chat cùng để hai bên có thể cùng nghe chung một bài nhạc. Những người dùng không đăng kí gói dịch vụ trên Line Music có thể được nghe thử trong khoảng 30 giây.

## Quảng bá
Ngày 11 tháng 7 năm 2015, Line Corporation lên sóng quảng cáo thương mại về Line Music tại Nhật Bản. Trong video, một cô gái đang nhảy và hát theo khi nghe đĩa đơn I Really Like You của Carly Rae Jepsen.

## Cạnh tranh
Trước khi Line Music có mặt tại Thái Lan, Deezer, Rdio và Tidal là những ông lớn duy nhất tại thị trường âm nhạc Thái, thời điểm mà các dịch vụ lớn như Spotify vẫn vắng bóng trên thị trường này.
Tuy nhiên, khác với Thái Lan, Nhật Bản không có bất kì ông lớn nào trên thị trường như Spotify, Rdio, Deezer, Xbox Music, Pandora Radio,... ngoại trừ Music Unlimited của Sony Entertainment Network trước khi Line Music chào sân tại thị trường này. Dù vậy, cước phí cho dịch vụ hằng tháng của Music Unlimited khá cao vào mức 1,480 yên vì tính độc quyền của Sony cũng như chính sách tách dịch vụ của họ ra khỏi iTunes Store đến tận cuối năm 2012. Thế nhưng, sau quyết định đóng cửa Music Unlimited, Sony thông báo về việc thay thế Music Unlimited bằng dịch vụ PlayStation Music được sáng lập bởi Spotify vào ngày 28 tháng 1 năm 2015. Vào ngày 30 tháng 6 năm 2015, Apple ra mắt Apple Music trên toàn thế giới, đã khiến nó trở thành ông lớn thứ ba trong nền công nghiệp nghe nhạc trực tuyến tại Nhật Bản.

## Khả dụng

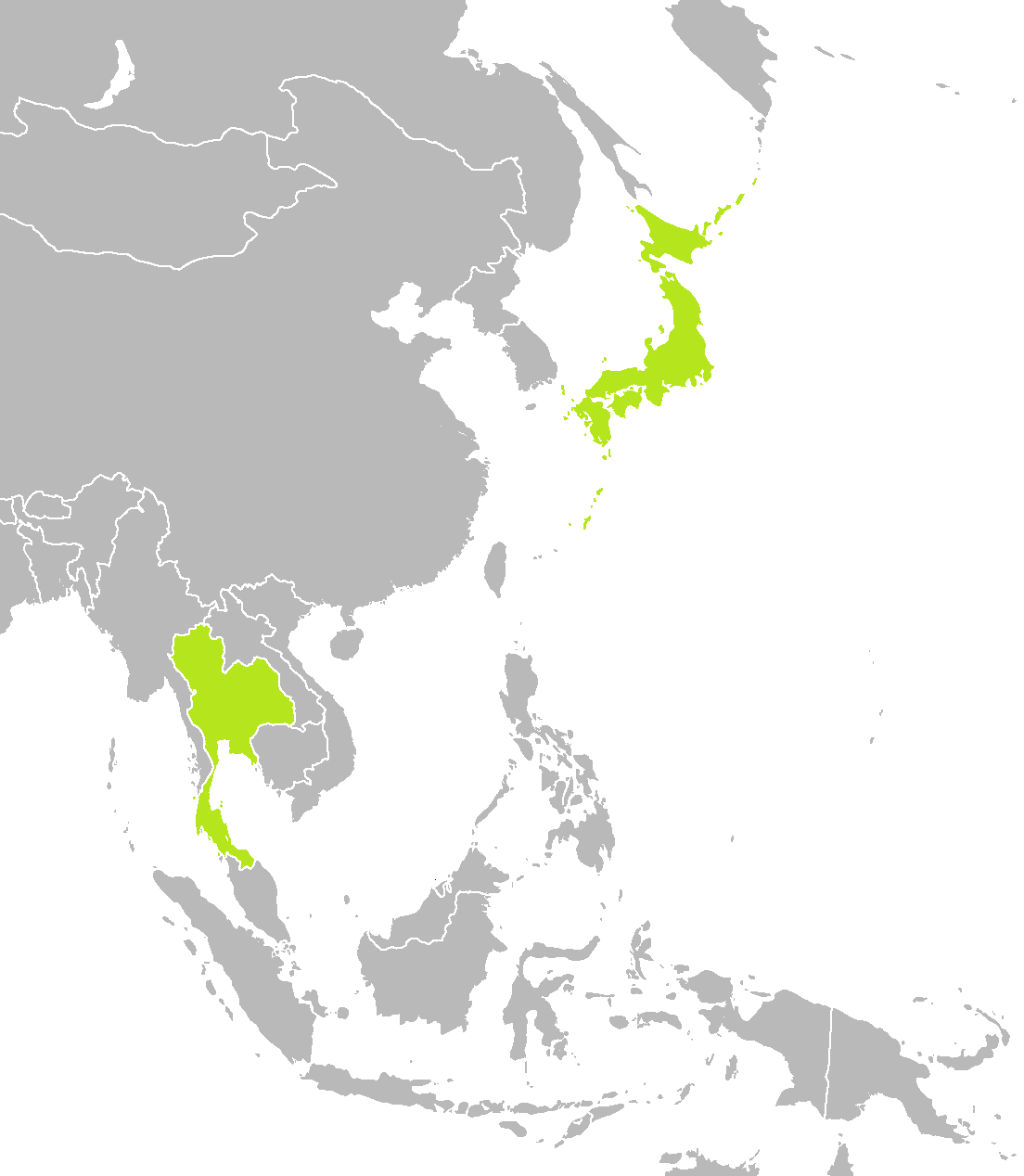
Tính khả dụng của Line Music tại châu Á vào tháng 8 năm 2015

Line Music gần đây đã khả dụng tại Nhật Bản và Thái Lan.

## Đón nhận
Line Music đã dành được sự đón nhận khá tích cực từ khách hàng ở cả hai thị trường Nhật Bản và Thái Lan với 6.2 triệu lược tải về chỉ sau một tháng ra mắt..

## Tài khoản và dịch vụ
Gần đây Line Music không còn cung cấp tài khoản dùng thử, Line chỉ cung cấp hai loại tài khoản khác nhau tại các quốc gia.
| Tên                               | Giá cả | Quảng cáo tự do | Thời gian nghe       | Tốc độ bit                          |
| --------------------------------- | --- | --------------- | -------------------- | ----------------------------------- |
| 20 giờ nghe (chỉ thị trường Nhật) | 500 yên/tháng | Có              | chỉ 20 giờ mỗi tháng | 320 kbit/s, 192 kbit/s or 64 kbit/s |
| Không giới hạn                    | 1000 yên/60 baht/tháng; 1 tháng (Thái Lan)/2 tháng (Nhật Bản) trải nghiệm miễn phí - Tại Nhật Bản, học sinh chỉ cần trả 300 yên/tháng khi có thẻ học sinh. | Có              | Không giới hạn       | 320 kbit/s, 192 kbit/s or 64 kbit/s |